# Ковнати (Любуське воєводство)
Ковнати (пол. Kownaty) — село в Польщі, у гміні Тожим Суленцинського повіту Любуського воєводства.
Населення — 89 осіб (2011).
У 1975—1998 роках село належало до Зеленогурського воєводства.

## Демографія
Демографічна структура станом на 31 березня 2011 року:
|          | Загалом | Допрацездатний вік | Працездатний вік | Постпрацездатний вік |
| -------- | ------- | ------------------ | ---------------- | -------------------- |
| Чоловіки | 43      | 13                 | 28               | 2                    |
| Жінки    | 46      | 12                 | 29               | 5                    |
| Разом    | 89      | 25                 | 57               | 7                    |